# Saint-Fergeux
Saint-Fergeux és un municipi francès situat al departament de les Ardenes i a la regió del Gran Est. L'any 2007 tenia 197 habitants.

## Demografia

### Població
El 2007 la població de fet de Saint-Fergeux era de 197 persones. Hi havia 77 famílies de les quals 15 eren unipersonals (11 homes vivint sols i 4 dones vivint soles), 31 parelles sense fills, 27 parelles amb fills i 4 famílies monoparentals amb fills.
La població ha evolucionat segons el següent gràfic:
Habitants censats

### Habitatges
El 2007 hi havia 97 habitatges, 78 eren l'habitatge principal de la família, 12 eren segones residències i 8 estaven desocupats. 94 eren cases i 4 eren apartaments. Dels 78 habitatges principals, 60 estaven ocupats pels seus propietaris, 14 estaven llogats i ocupats pels llogaters i 3 estaven cedits a títol gratuït; 4 tenien dues cambres, 4 en tenien tres, 16 en tenien quatre i 54 en tenien cinc o més. 63 habitatges disposaven pel capbaix d'una plaça de pàrquing. A 42 habitatges hi havia un automòbil i a 33 n'hi havia dos o més.

### Piràmide de població
La piràmide de població per edats i sexe el 2009 era:
| Homes | Edats   | Dones |
| ----- | ------- | ----- |
| 0     | 95 o +  | 0     |
| 0     | 90 a 94 | 0     |
| 4     | 85 a 89 | 4     |
| 0     | 80 a 84 | 0     |
| 0     | 75 a 79 | 0     |
| 0     | 70 a 74 | 8     |
| 16    | 65 a 69 | 12    |
| 0     | 60 a 64 | 4     |
| 4     | 55 a 59 | 4     |
| 16    | 50 a 54 | 12    |
| 8     | 45 a 49 | 12    |
| 8     | 40 a 44 | 8     |
| 4     | 35 a 39 | 0     |
| 8     | 30 a 34 | 0     |
| 20    | 25 a 29 | 4     |
| 4     | 20 a 24 | 12    |
| 4     | 15 a 19 | 8     |
| 12    | 10 a 14 | 0     |
| 8     | 5 a 9   | 4     |
| 8     | 0 a 4   | 0     |

## Economia
El 2007 la població en edat de treballar era de 128 persones, 91 eren actives i 37 eren inactives. De les 91 persones actives 80 estaven ocupades (42 homes i 38 dones) i 11 estaven aturades (6 homes i 5 dones). De les 37 persones inactives 12 estaven jubilades, 11 estaven estudiant i 14 estaven classificades com a «altres inactius».

### Ingressos
El 2009 a Saint-Fergeux hi havia 81 unitats fiscals que integraven 202,5 persones, la mediana anual d'ingressos fiscals per persona era de 16.389 €.

### Activitats econòmiques
Dels 8 establiments que hi havia el 2007, 1 era d'una empresa extractiva, 1 d'una empresa de fabricació de material elèctric, 3 d'empreses de construcció, 1 d'una empresa d'hostatgeria i restauració, 1 d'una empresa financera i 1 d'una empresa classificada com a «altres activitats de serveis».
Dels 4 establiments de servei als particulars que hi havia el 2009, 1 era un paleta, 2 guixaires pintors i 1 perruqueria.
L'any 2000 a Saint-Fergeux hi havia 16 explotacions agrícoles.

## Poblacions més properes
El següent diagrama mostra les poblacions més properes.